# Pilispina differa
Pilispina differa är en tvåvingeart som beskrevs av Márcia Souto Couri och Barros de Carvalho 1993. Pilispina differa ingår i släktet Pilispina och familjen husflugor. Inga underarter finns listade i Catalogue of Life.